# Belluno (municipi)
Belluno (italià), Bełun o Belùn en vènet, Belum ladí és un municipi a la província de Belluno (regió del Vèneto, Itàlia). L'any 2006 tenia 35.938 habitants.